# 博蒙勒罗歇
博蒙勒罗歇（法語：Beaumont-le-Roger，法語發音：[bomɔ̃ lə ʁɔʒe]）是法国厄尔省的一个市镇，位于该省中西部，属于贝尔奈区。

## 地理
博蒙勒罗歇（49°4'48"N, 0°46'38"E）面积36.42 平方千米，位于法国诺曼底大区厄尔省，该省份为法国北部内陆省份，北起滨海塞纳省，西接奧恩省和卡爾瓦多斯省，南至厄尔-卢瓦省，东临瓦兹省、瓦兹河谷省和伊夫林省。
与博蒙勒罗歇接壤的市镇（或旧市镇、城区）包括：塞尔基尼、巴尔克、博蒙泰勒、科讷维尔-拉富克蒂耶尔、方丹拉贝、里勒河畔格罗莱、洛奈、乌什地区勒努瓦耶、乌什地区梅尼勒。

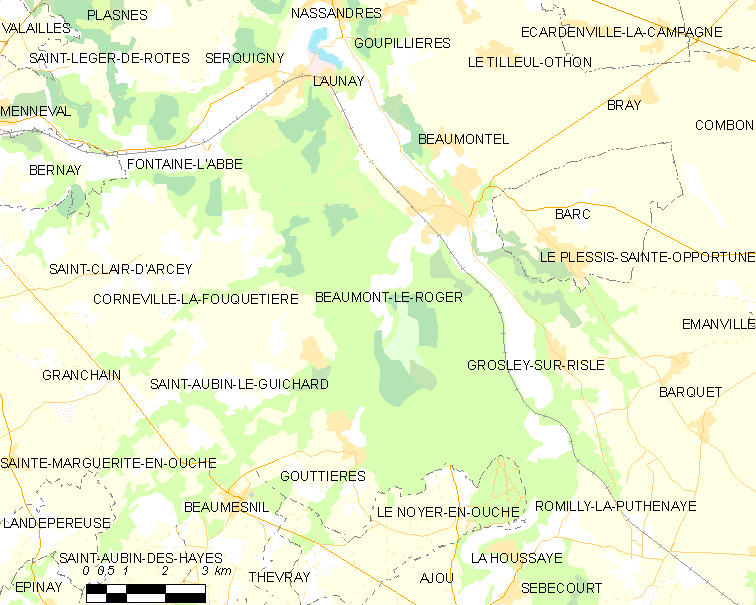
博蒙勒罗歇的OSM定位图

博蒙勒罗歇的时区为UTC+01:00、UTC+02:00（夏令时）。

## 行政
博蒙勒罗歇的邮政编码为27170，INSEE市镇编码为27051。

## 政治
博蒙勒罗歇所属的省级选区为布里奥讷县。

## 人口

1962-2008年间博蒙勒罗歇人口变化图示

博蒙勒罗歇于2022年1月1日时的人口数量为2767人。